# المؤتمر الصهيوني الأول

علم المؤتمر الصهيوني الأول

المؤتمر الصهيوني الأول كان المؤتمر الافتتاحي للمنظمة الصهيونية، عقد بزعامة تيودور هرتزل في مدينة بازل بسويسرا يوم 29 أغسطس 1897.

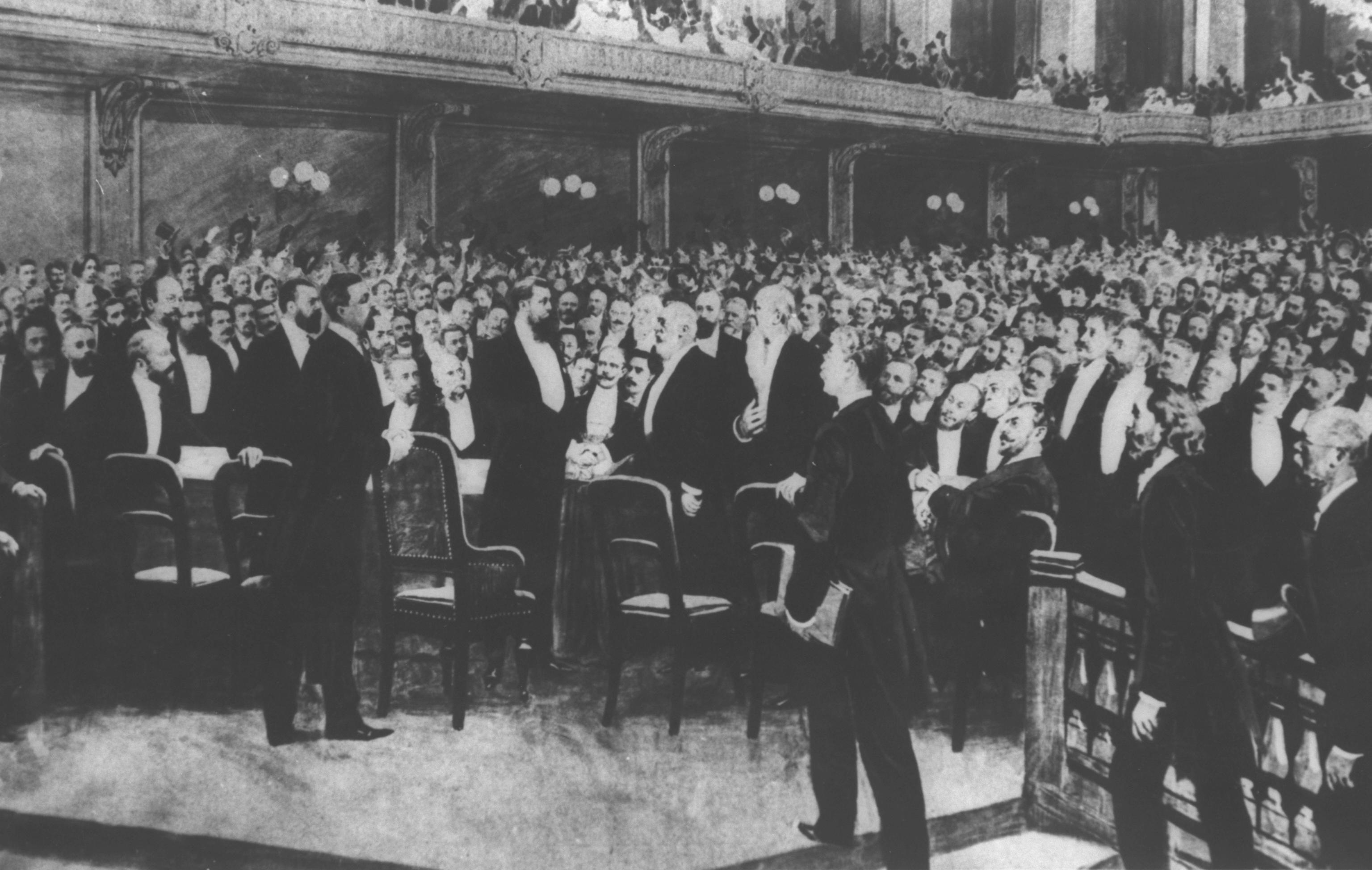
الوفود المشاركة في المؤتمر الصهيوني الأول

بعد أن شعر هرتزل بالإحباط بسبب عدم حماس أغنياء اليهود بالمساعدة في تمويل مشروعه بالعمل على إقامة وطن قومي لليهود ويكون إما في فلسطين، أو الأرجنتين، أو أوغندا. وكان هذا المؤتمر يضم كل الجاليات اليهودية، بهدف العمل على تنفيذ هذا المشروع وقد كان الأساس في إنشاء ما يعرف ببرنامج بازل.
نجح تيودور هرتزل في الترويج لفكرة استعمار فلسطين وإقامة وطن لليهود هناك. وتبلور ذلك النجاح في عقد المؤتمر الصهيوني الأول في مدينة بازل بسويسرا عام 1897 وكان من أهم نتائجه إقامة المنظمة الصهيونية العالمية لتنفيذ البرنامج الصهيوني الذي ينص على أن «هدف الصهيوني هو إقامة وطن قومي لليهود في فلسطين يضمنه القانون العام».

## قرارات المؤتمر

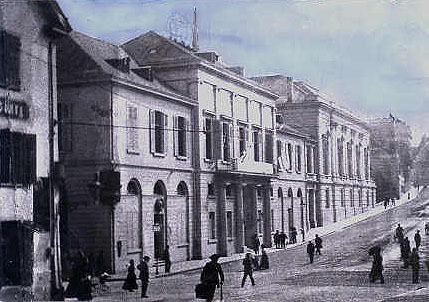
كازينو بلدية بازل حيث عقد المؤتمر

1. أن هدف الصهيونية هو إقامة وطن قومي للشعب اليهودي في فلسطين بالوسائل التالية:
  1. تشجيع الهجرة اليهودية إلى فلسطين
  2. تنظيم اليهود وربطهم بالحركة الصهيونية
  3. اتخاذ السبل والتدابير للحصول على تأييد دول العالم للهدف الصهيوني (إعطاءه شرعية دولية)
  4. تشكيل المنظمة الصهيونية العالمية بقيادة تيودور هرتزل
  5. تشكيل الجهاز التنفيذي «الوكالة اليهودية» لتنفيذ قرارات المؤتمر؛ ومهمتها جمع الأموال في صندوق قومي لشراء الأراضي وإرسال مهاجرين يهود لإقامة مستعمرات في فلسطين.

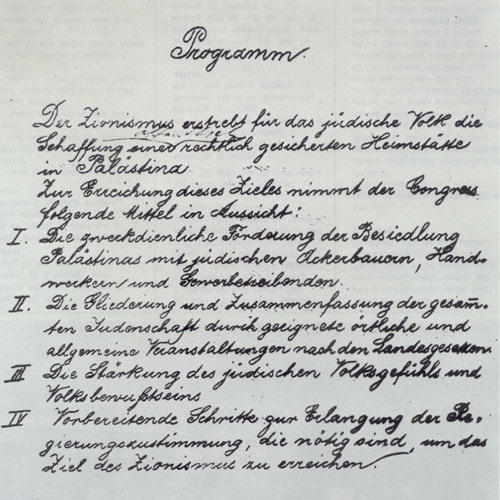
برنامج مؤتمر بازل الأول

عملت المنظمة الصهيونية العالمية بعدها بإصرار منذ صدور قرار تأسيسها في المؤتمر الصهيوني الأول عام 1897، والذي تضمن إقامة وطن لليهود، الأمر الذي حاولوا تحقيقه على أرض فلسطين بعام 1948.

## روابط خارجية
1. المنظمة الصهيونية العالمية، الموسوعة الفلسطينية، المجلد الرابع، هيئة الموسوعة الفلسطينية، دمشق، الطبعة الأولى 1984، ص 328 - 333.
2. الجزيرة نت